# Aphis pilosicauda
Aphis pilosicauda är en insektsart som beskrevs av David D. Gillette och Palmer 1932. Aphis pilosicauda ingår i släktet Aphis och familjen långrörsbladlöss. Inga underarter finns listade i Catalogue of Life.